# Polyphylla

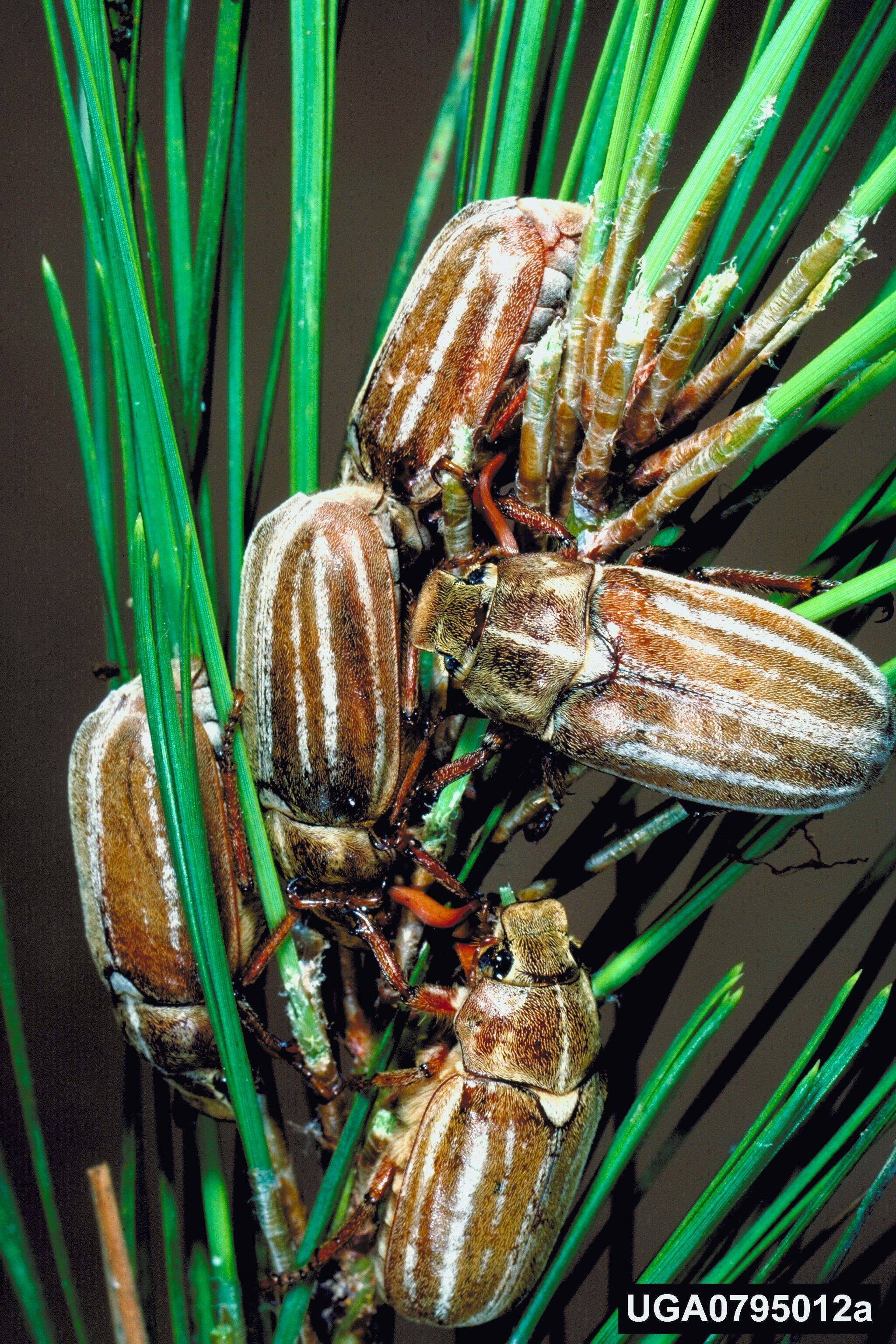
Polyphylla occidentalis

Polyphylla  es un género de coleópteros escarabeidos. Se distribuyen por el Holártico, también en Norteamérica, América Central, Sudamérica, Japón, Asia Menor.
Residen comúnmente en bosques y huertos. La mayoría se reconocen por sus élitros con escamas blancas que forman estrías. Los adultos se alimentan de follaje, las larvas de raíces de arbusto o árboles. Las hembras ponen huevos en el suelo cerca de plantas donde las larvas pueden cavar y formar refugios cerca de las raíces de las cuales se alimentan. Llevan dos o tres años para alcanzar la madurez.

## Algunas especies
- Polyphylla aeolus La Rue, 1998
- Polyphylla alba (Pallas, 1773)
- Polyphylla albertischulzi Kuntzen, 1933
- Polyphylla anteronivea Hardy, 1978
- Polyphylla arguta Casey, 1914
- Polyphylla avittata Hardy, 1978
- Polyphylla barbata Cazier, 1938
- Polyphylla boryi Brullé, 1832
- Polyphylla brownae Young, 1986
- Polyphylla cavifrons LeConte, 1854
- Polyphylla fullo (Linnaeus, 1758)
- Polyphylla naxiana Reitter, 1902
- Polyphylla olivieri Laporte de Castelnau, 1840
- Polyphylla ragusae Kraatz, 1882
- Polyphylla turkmenoglui Petrovitz, 1965

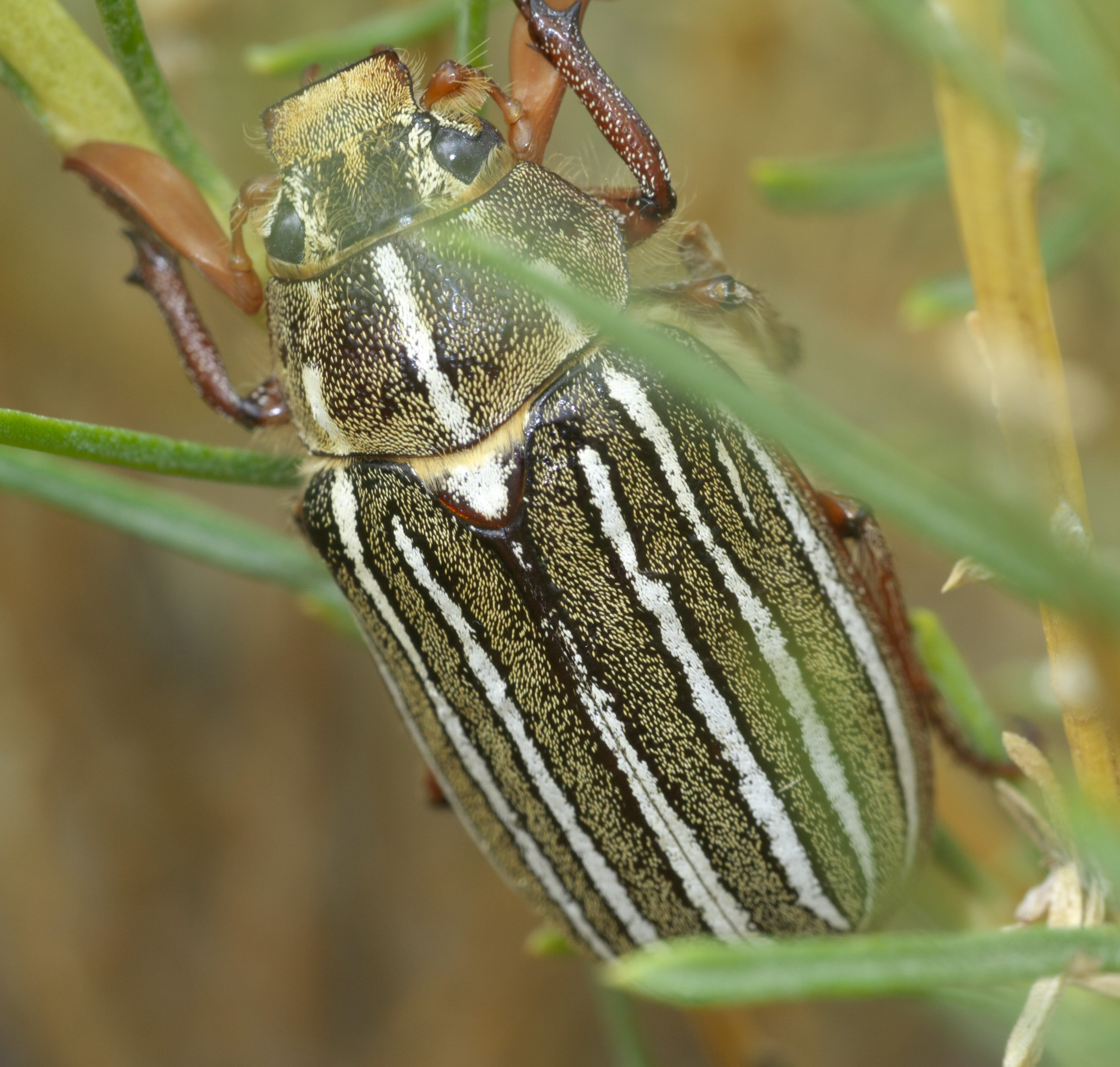
Polyphylla decemlineata